# Soad Louis Lakah
Soad Louis Lakah (Ciénaga de Oro, 23 de noviembre de 1952 - Montería, 26 de abril de 2020) fue una escritora y poeta colombiana,  que durante la década de los 1960, se atrevió a construir una obra narrativa e investigativa sobre los ancestros culturales del Sinú y sus orígenes sirios, además de ser un referente cultural, que preservó esos valores. 

## Biografía
Nació el 23 de noviembre de 1952 en Ciénaga de Oro, Córdoba, donde completó sus estudios secundarios.  Posteriormente se trasladó a Bogotá para estudiar literatura en la Universidad Nacional de Colombia, su carrera se instruyó al enfatizar la importancia de los orígenes raciales de Córdoba. 
Su primer desafío como mujer fue atreverse a escribir en un departamento que no tenía tradición de escritoras, y abrió ese camino frente al acoso, el estigma y los prejuicios sociales.  